# 羽生田忠克
羽生田 忠克（はにゅうだ ただかつ、本名：羽生田 忠之（はにゅうだ ただゆき）、1964年5月1日 - ）は、茨城県新治郡桜村（現：つくば市）出身の元プロ野球選手（外野手）、元野球指導者。
1983年から1988年までの登録名は本名である羽生田 忠之。プロ野球人生15年間のうちで10回リーグ優勝、5回日本一を経験。2022年からは鳥越アズーリFMにて毎月第1・第2・第3週の月曜日11:00より『基本的には野球の話』という自身初の冠番組に生放送で出演中。

## 経歴
土浦日大高では、1982年夏の甲子園県予選で決勝に進むが、鉾田一高の関清和に完封を喫し、甲子園出場を逸する。
1982年オフに、ドラフト外で西武ライオンズに入団。
1985年に笘篠誠治や相馬勝也とともに1Aのサンノゼ・ビーズに野球留学し、71試合に出場した。この時、同じ外野手のチームメイトとしてアロンゾ・パウエルが在籍していた。
1986年にスイッチヒッターに転向している。
1987年には一軍で初出場を果たしたが、5月6日の日本ハム戦で守備固めとして登場した1点リードの9回裏二死一塁の場面でライト線に上がったフライを落球、拾い直して本塁にダイレクト送球をするも伊東勤捕手が走者の及川美喜男にタッチした際にボールをこぼして同点となり、高代慎也がサヨナラ安打を放ち敗戦となった。これは自身に取って引退後まで忘れられない試合となり、集中力を鍛え直すため翌1988年に再びアメリカに派遣される原因ともなった。1988年は鈴木健らとともにサンノゼ・ジャイアンツでプレーし、ミスを気にしない周囲の選手を見て悩みが吹っ切れたという。チームでは"TAD"というニックネームで呼ばれ、強肩選手に贈られるベストアーム賞を獲得している。
1989年は一軍で39試合に出場し、8月5日の対近鉄戦ではライトフライを追ってフェンスに激突するなど、気迫あふれるプレーを見せた。秋山幸二と平野謙が外野手のレギュラーとして定着している中で、1990年は長打力のあるバークレオや森博幸、バランスの良い吉竹春樹と左翼手のレギュラーの座を争い、出場は47試合に増えたものの10月12日の対ロッテ戦でファールフライを追って川崎球場のフェンスに激突し、左ひざを骨折して全治3ヶ月の重傷を負っている。
1992年1月には自主トレの一環として北海道深川市で極真空手の荒行に参加し、気温-7度の道場での1時間座禅、-20度の大雪山で空手着一枚で3時間立ち続けるなどの修行を行なった結果、足の裏が凍傷状態になった。完治前にランニングした際に化膿して傷が悪化し、同年はマウイ、春野町での両キャンプに参加できず、治療に専念していた。この怪我で『トウショウボーイ』というニックネームを付けられている。
1993年は不振の平野謙に代わって起用された5月に好調な打撃を見せ、スタメンに定着しかけたが、シーズンを通じてのレギュラー奪取はならなかった。右肘の度重なる故障などもあって一軍出場は1995年が最後になり、同年に入団した髙木大成が背番号10となったのにともない、球団史上初の背番号0に変更されている。
1997年3月に3度目の右肘手術を行なったが痛みが消えず、同年で現役を引退した。
同年のシーズン中に妻を代表取締役としてマルチメディアFAXなどの販売代理店である有限会社を設立しており、引退後はその社長となった。また、プロ野球マスターズリーグの札幌アンビシャスでプレーしていた。
2005年から2006年までは茨城ゴールデンゴールズでコーチを務め、2007年は岩手21赤べこ野球軍団の監督となった。知人の宇梶剛士をチームの総監督に招き、「接戦での戦い方は試合を重ねることで身につく」として練習試合を重ねた。チームは同年の都市対抗野球に初出場したが、自身は7月の2次予選を体調不良で欠場し7月下旬に退団している。
2007年に妻と離婚。アサヒ芸能2016年8月11日号でインタビューに応じ、これまでに闇カジノに8億円をつぎ込み3億5000万円の借金を抱え、離婚の原因は赤べこ野球軍団の退団と借金が原因であると明かした。

## プレースタイルなど
遠投127メートルの強肩に定評があり、「球界一の鉄砲肩」と評された。右翼手の定位置から本塁、三塁までダイレクトの低い送球が届いたという。また、100mを11秒4で走る俊足だった。現役時代は打撃が課題とされレギュラー定着はならなかったが、西武黄金期の貴重な控えとして代走や守備固めで起用されることが多かった。
「フルタの方程式」内で古田敦也から遠投について質問され、「小学5年生の時にソフトボールの遠投で70mを記録した」「硬式球だとバックスクリーンを超えるので試していない」と回答した。

## 詳細情報

### 年度別打撃成績
| 年 度     | 球 団     | 試 合 | 打 席 | 打 数 | 得 点 | 安 打 | 二 塁 打 | 三 塁 打 | 本 塁 打 | 塁 打 | 打 点 | 盗 塁 | 盗 塁 死 | 犠 打 | 犠 飛 | 四 球 | 敬 遠 | 死 球 | 三 振 | 併 殺 打 | 打 率 | 出 塁 率 | 長 打 率 | O P S |
| --------- | --------- | ----- | ----- | ----- | ----- | ----- | -------- | -------- | -------- | ----- | ----- | ----- | -------- | ----- | ----- | ----- | ----- | ----- | ----- | -------- | ----- | -------- | -------- | ----- |
| 1987      | 西武      | 13    | 0     | 0     | 1     | 0     | 0        | 0        | 0        | 0     | 0     | 2     | 0        | 0     | 0     | 0     | 0     | 0     | 0     | 0        | ----  | ----     | ----     | ----  |
| 1989      | 西武      | 39    | 118   | 89    | 18    | 23    | 2        | 1        | 0        | 27    | 6     | 3     | 2        | 19    | 0     | 10    | 0     | 0     | 16    | 2        | .258  | .333     | .303     | .637  |
| 1990      | 西武      | 47    | 83    | 71    | 13    | 17    | 2        | 3        | 0        | 25    | 2     | 2     | 0        | 9     | 0     | 2     | 0     | 1     | 9     | 0        | .239  | .270     | .352     | .622  |
| 1991      | 西武      | 56    | 71    | 62    | 7     | 17    | 1        | 1        | 0        | 20    | 4     | 4     | 3        | 5     | 1     | 2     | 0     | 1     | 10    | 1        | .274  | .303     | .323     | .626  |
| 1992      | 西武      | 24    | 15    | 11    | 6     | 2     | 0        | 0        | 1        | 5     | 1     | 0     | 2        | 2     | 0     | 2     | 0     | 0     | 2     | 0        | .182  | .308     | .455     | .762  |
| 1993      | 西武      | 44    | 117   | 94    | 19    | 26    | 1        | 3        | 0        | 33    | 4     | 7     | 3        | 12    | 0     | 10    | 1     | 1     | 13    | 2        | .277  | .352     | .351     | .703  |
| 1994      | 西武      | 73    | 107   | 89    | 17    | 26    | 6        | 0        | 0        | 32    | 11    | 3     | 4        | 5     | 1     | 12    | 0     | 0     | 14    | 0        | .292  | .373     | .360     | .732  |
| 1995      | 西武      | 45    | 35    | 30    | 6     | 4     | 0        | 0        | 0        | 4     | 3     | 4     | 0        | 2     | 0     | 3     | 0     | 0     | 8     | 2        | .133  | .212     | .133     | .345  |
| 通算：8年 | 通算：8年 | 341   | 546   | 446   | 87    | 115   | 12       | 8        | 1        | 146   | 31    | 25    | 14       | 54    | 2     | 41    | 1     | 3     | 72    | 7        | .258  | .323     | .327     | .651  |

### 記録
- 初出場：1987年4月10日、対日本ハムファイターズ1回戦（西武ライオンズ球場）、9回裏にジョージ・ブコビッチの代走として出場
- 初盗塁：1987年5月2日、対阪急ブレーブス4回戦（西武ライオンズ球場）、8回裏に二盗（投手：原田賢治、捕手：藤田浩雅）
- 初先発出場：1989年8月3日、対福岡ダイエーホークス16回戦（西武ライオンズ球場）、2番・右翼手として先発出場
- 初安打：同上、1回裏に山内孝徳から
- 初打点：1989年8月23日、対日本ハムファイターズ19回戦（東京ドーム）、9回表に西村基史から2点適時打
- 初本塁打：1992年10月4日、対日本ハムファイターズ24回戦（西武ライオンズ球場）、7回裏に河野博文から決勝ソロ

### 背番号
- 69 （1983年 - 1986年）
- 10 （1987年 - 1995年）
- 0 （1996年 - 1997年）

### 登録名
- 羽生田 忠之（はにゅうだ ただゆき、1983年 - 1988年）
- 羽生田 忠克（はにゅうだ ただかつ、1989年 - 1997年）